# Alfons Lemański
Alfons Teodor Lemański (ur. 25 sierpnia 1914 w Grudziądzu, zm. 7 stycznia 1997 w Kwidzynie) – nauczyciel, etnograf amator, założyciel i pierwszy powojenny kierownik Muzeum w Kwidzynie. Członek Polskiego Towarzystwa Krajoznawczego.

## Życiorys
Alfons Lemański był synem Teodora Lemańskiego herbu Bukowczyk, zatrudnionego jako kołodziej w Fabryce Narzędzi Rolniczych „Unia” w Grudziądzu oraz Franciszki z domu Chełkowskiej. Miał on czworo rodzeństwa – brata Zygmunta i siostry: Magdalenę, Jadwigę oraz Elżbietę.
W lutym 1948 roku ożenił się z Olimpią Bóraczyńską, nauczycielką która pochodziła z Kostopola. Pracowali razem w szkole w Rakowcu. Mieli trzy córki i trzech synów: Alina (ur. 1948), która z zawodu jest technologiem drewna, osiadła w Poznaniu; Janusz (ur. 1950), jest przedsiębiorcą: Teresa (ur. 1951), mgr ekonomii, zamieszkała w Gdyni; Maria (1956-1995), była germanistką; Marek (1958-1985), był on bibliotekoznawcą, mieszkał w Olsztynie; Wojciech (ur. 1962), jest ekonomistą. Żona Lemańskiego, Olimpia przez posiadanie tak licznej rodziny, nie pracowała zawodowo, lecz zajmowała się domem. Byli oni zgodnym, kochającym się małżeństwem. Rodzina była wielkim wsparciem dla Lemańskiego przy wszystkich jego działaniach. Jednakże każde z jego dzieci znalazło swoją własną drogę zawodową i życiową; i nie kontynuują one dziedzictwa ani pasji swego ojca.
Alfons zmarł 7 stycznia 1997 w Kwidzynie; pochowany został na cmentarzu komunalnym.
W roku 2016 rada miejska w Kwidzynie nadała nazwę imienia Alfonsa Lemańskiego rondu u zbiegu ulic Gdańskiej, Łąkowej oraz Żwirki i Wigury. Nadanie imienia ronda, upamiętniło rocznicę muzeum na zamku kwidzyńskim, 90. rocznicę utworzenia pierwszego muzeum w Kwidzynie, oraz zostało nadane na złożenie hołdu muzealnikom i miłośnikom historii Kwidzyna.

## Droga zawodowa
Uczęszczał do szkoły w Grudziądzu, mieszczącej się przy ul. Fortecznej, a w 1932 r. ukończył VI klasę gimnazjum matematyczno-przyrodniczego przy ul. Sienkiewicza. Należał do dziecięcej organizacji „Wilczęta”. Od roku 1933 został członkiem PTK w kole, któremu przewodniczył Józef Błachnio (który został w późniejszym czasie pracownikiem oraz kierownikiem Muzeum Miejskiego w Grudziądzu w latach 1945–1958). To właśnie on po latach zachęcił Lemańskiego do utworzenia Muzeum w Kwidzynie.
Następnie w latach 1933–1936 Lemański był bezrobotny, łapał się dorywczych zajęć. Na początku października 1937 roku rozpoczął pracę w Urzędzie Skarbowym w Pińsku na stanowisku kontroler wpłat na rzecz Funduszu Pracy. Od roku 1937 do wybuchu II wojny światowej zajmował się również pracami społecznymi jako sekretarz Komendy Pomorskiej Chorągwi Harcerzy w Toruniu.
W marcu 1945 roku uczęszczał na kurs nauczycielski w Toruniu, 4 kwietnia 1945 objął obowiązki tymczasowego nauczyciela pomocniczego w miejscowości Nowy Świat. 1 września 1945 roku rozpoczął pracę w Górznie. W sierpniu 1947 roku przybył do Kwidzyna, gdzie w dniu 1 września został zatrudniony jako nauczyciel oraz objął on również funkcje kierownika Szkoły Podstawowej w Rakowcu. Od 27 grudnia 1948 roku Lemański zaczął uczęszczać na Korespondencyjny Wyższy Kurs Nauczycielski ZNP, który ukończył 5 stycznia 1949 roku w Płocku. 30 lipca 1949 roku ukończył on również Korespondencyjny Kurs Oświaty i Kultury dla dorosłych w Darłowie, który rozpoczął w dniu 3 lipca. Okresie od 1 października 1949 do 30 kwietnia 1950 został podinspektorem szkolnym do spraw oświaty i kultury dla dorosłych w Sztumie. Prowadził tam pionierską działalność repolonizacyjną i walkę z analfabetyzmem.
Dnia 23 sierpnia 1947 uzyskał eksternistycznie maturę w Prywatnym Liceum dla Dorosłych w Zielonej Górze, gdzie uzupełnił swoje wykształcenie. Następnie 27 lipca 1948 ukończył Państwowe Liceum Pedagogiczne w Gdańsku- Wrzeszczu.
Lemański całe swoje życie poświęcił badaniom etnograficznym regionu Powiśla, podkreślał zawsze, że wszystkie dokonania za zamku kwidzyńskim powstały dzięki pomocy pracownikom, którzy nie szczędzili czasu, na realizację kolejnych projektów. W okresie powojennym jego misją było matowanie i pielęgnowanie polskości na Powiślu Kwidzyńskim.

## Losy podczas II wojny światowej
W 1939 roku w październiku został zatrzymany i osadzony w obozie przejściowym koło Grudziądza, gdzie przez wyczerpanie i przeziębienie zapadł na chorobę płuc. Po pobycie w szpitalu, gdzie odzyskał zdrowie, wrócił do Grudziądza w listopadzie 1939 roku. Przez fakt, iż gestapo poszukiwało działaczy harcerskich, uciekł do Rzeszowa do siostry Magdaleny w Generalnym Gubernatorstwie, gdzie jego stan zdrowia ponownie się pogorszył. Po podleczeniu, zarabiał drobnym handlem na życie.

## Działalność w harcerstwie
Od 1922 roku należał do harcerstwa, zaczynając od młodzika, a kończąc na harcerzu Rzeczypospolitej, oraz był drużynowym 6 Drużyny Harcerskiej w Grudziądzu. Od roku 1937 do wybuchu II wojny światowej zajmował się również pracami społecznymi jako sekretarz Komendy Pomorskiej Chorągwi Harcerzy w Toruniu. W dniu 10 września 1937 został mianowany członkiem starszyzny harcerskiej w stopniu działacza, z rozkazu Naczelnika Harcerzy. Po wojnie otrzymał legitymację członka Starszyzny ZHP (seria I, NR 0226, z 4 XI 1946), w której odnotowana została jego działalność w okresie międzywojennym. Po rozpoczęciu pracy w Górznie w 1945 roku, zorganizował dwie drużyny harcerskie- męską i damską oraz stanicę.

## Praca w Muzeum w Kwidzynie
Mieszkając w Kwidzynie, rozmawiając z mieszkańcami, zauważył wiele śladów oraz materialnych pamiątek historii i kultury, którymi nikt się po wojnie nie interesował. Przez co Lemański obrał sobie za ambitny zamiar ich ratowania jako materialnych świadectw łączności Powiśla i ziemi kwidzyńskiej z Polską. 1 maja 1950 roku Ministerstwo Kultury i Sztuki powierzyło Lemańskiemu stanowisko organizatora i kierownika pierwszego polskiego Muzeum w Kwidzynie. Początkowo muzeum miało siedzibę w kamienicy przy ul. Słowiańskiej. Lemański również uratował sporą część eksponatów ze starego Regionalnego Muzeum Prus Zachodnich w Kwidzynie. Stały się one zalążkiem nowego powojennego muzeum. 20 listopada 1950 roku oficjalnie otwarto Muzeum w Kwidzynie w komnatach zamku dawnej kapituły pomezańskiej.
Starania Lemańskiego w 1954 roku nad wystawą archeologiczną, doprowadziły do rozpoczęcia prac archeologicznych na grodzisku w Klasztorku, prowadzonych przez E. Kuszewską z Muzeum Archeologicznego w Gdańsku. Wydobyte eksponaty zostały częścią wystawy objazdowej, która była wykorzystana przez Muzeum w działalności oświatowej.
W latach 60 XX w. zorganizował również Izbę Pamięci w Janowie nad Wisłą oraz w Tychnowach. Następnie Lemański w latach 50 oraz 60 XX wieku zaczął prowadzić na szeroką skale akcję rewindykacji przedmiotów zabytkowych, był on w ciągłym poszukiwaniu nowych obiektów- pamiątek historycznych. Szukał ich nie tylko we wszelakich magazynach, ale i również na strychach złomowiskach, prowadził również kwerendy w bibliotekach, szkołach i antykwariatach. Podczas prowadzenia badań terenowych poruszał się nie tylko pieszo, używał również roweru, motoroweru, komunikacji autobusowej oraz kolejowej. A natomiast w latach 1964–1966 zakupił małego konia oraz wózek, którym docierał do każdej wsi. Jego współtowarzyszem w znacznej ilości wypraw był Franciszek Wojciechowski. Dzięki tym działaniom w muzeum powstał Dział Historii, który obejmował zabytki i dokumenty związane z plebiscytem w 1920 roku na Powiślu, działalnością Związku Polaków w Niemczech, a także wydawnictwa Oficyny Kantera w Kwidzynie. Natomiast materialne zabytki kultury stały się podstawą utworzenia i rozwoju Działu Etnografii, który dokumentował region Dolnego Powiśla.
W 1965 roku wspólnie z Wojewódzkim Konserwatorem Przyrody Alfonsem Sikorą rozpoczęli organizację na ostatniej kondygnacji budynku działu przyrodniczego, jego otwarcie miało miejsce 3 maja 1967. W następnych latach muzeum rozwijało się, zbudowano między innymi scenę plenerową na dziedzińcu zamkowym, gdzie wystawiano spektakle teatralne i organizowano inne imprezy kulturalne.
Od stycznia 1973 roku Muzeum Kwidzyńskie funkcjonuje jako oddział Muzeum Zamkowego w Malborku.
Na początku roku 1975 Lemański obchodził 25-lecie pracy w Muzeum Kwidzyńskim, w uroczystości wzięli udział przedstawiciele władz miejskich dyrekcji Muzeum Zamkowego w Malborku. Na emeryturę przeszedł 31 lipca 1975 roku.

## Eksponaty oraz ekspozycje stworzone dla Muzeum Kwidzyńskiego
W latach 50 XX wieku udostępniono na pierwszym piętrze zamku wystawę o tematyce regionalnej poświęconą ziem kwidzyńskiej i Powiślu, która została zgromadzona przez Lemańskiego.
Przez zachwyt Bożeny Stelmachowskiej, po przybyciu do Kwidzyna, nad działaniami Lemańskiego, zaproszony został do Katedry Etnologii i Etnografii UMK, gdzie odbył odpowiednie przeszkolenie. Głównie dzięki temu w latach 1954–1956 w Muzeum w Kwidzynie powstał dział etnograficzny.
W listopadzie 1956 roku utworzono kolejny dział, poświęcony walce o polskość ziemi kwidzyńskiej i sztumskiej. Lemański całe tygodnie spędzał w terenie, zbierając materiały i pamiątki, spotykał się z działaczami plebiscytowymi z 1920 roku oraz ich rodzinami. Dzięki fundatorom (głównie bojownicy o polskość ziemi kwidzyńskiej i sztumskiej oraz działacze Związku Polaków w Niemczech) udało się zebrać ponad 500 eksponatów do zbiorów historycznych. Lemański przy współpracy z Zarządem Oddziału Towarzystwa Rozwoju Ziem Zachodnich w Kwidzynie, 22 lipca 1958 zorganizowali uroczystość odsłonięcia tablicy pamiątkowej, o treści: „Pamięci rodaków bojowników o wolność i utrzymanie polskości ziemi kwidzyńskiej w latach 1918–1945 tablicę tę poświęca społeczeństwo Kwidzyna”.
W 1954 roku otworzono z inicjatywy Lemańskiego wystawę archeologiczną „Najdawniejsze dzieje człowieka i społeczeństw Dolnego Powiśla”, została ona przygotowana przez Leona Jana Łukę, kustosza Muzeum Pomorskiego w Gdańsku. Ekspozycja mieściła się w zachodnim skrzydle trzeciej kondygnacji zamku w 5 salach w układzie amfiladowym.
W latach 1960–1975 Lemański organizował konkursy i wystawy czasowe poświęcone kulturze i tradycji Powiśla.
- „Najdawniejsze dzieje człowieka i społeczeństw na Dolnym Powiślu”
- „Tradycje polskiej ziemi Kwidzyńskiej i Sztumskiej”
- „Rocznica 500-lecia przyłączenia Dolnego Powiśla do Macierzy”
- „Wystawa o Mikołaju Koperniku”
- „Wystawa książki dla wsi”
- „Józef Chełmoński- malarz wsi polskiej”
- „Sztuka Radziecka (reprodukcje)”
- „Wystawa współczesnego Malarstwa polskiego (reprodukcje)”
- „Rozwój wsi polskiej w minionym dziesięcioleciu”

Natomiast z okazji Dnia Oświaty, Książki i prasy w latach 60 zostały zorganizowane ekspozycje jak:
- „Rzemiosło artystyczne”
- „Społeczeństwo Powiśla Gdańskiego”
- „Z dziejów walk z Zakonem Krzyżackim”
- „Kultura materialna i sztuka ludowa Ziemi Kwidzyńskiej i Sztumskiej”
- „Przyroda skarbem narodu”
- „Zabytki śledztwa sądowego”
- „Z tradycji walk o polskość Powiśla”
- „Od Grunwaldu po Berlin”

W roku 1974 kwidzyńskiemu muzeum dzięki porozumieniu dyrekcji placówki z Cepelią przekazano jako eksponaty wyroby z wzorcowni rękodzieła ludowego i artystycznego. Tego samego roku odbyła się wystawa zdobionych skrzyń z XV i XVIII wiekIu.

## Członkostwo w towarzystwach naukowych, działalność organizacyjna oraz redakcyjna
1 kwietnia 1945 dołączył do Związku Nauczycielstwa Polskiego, następnie w listopadzie 1947 roku do Polskiej Partii Socjalistycznej, a po zjednoczeniu tej partii z Polską Partią Robotniczą w roku 1948, został członkiem Polskiej Zjednoczonej Partii Robotniczej.
Członek Polskiego Towarzystwa Turystyczno- Krajoznawczego, od 16 września 1951 został pierwszym prezesem oddziału w Kwidzynie.
Na początku 1956 roku redagował miesięcznik „Wiadomości Kwidzyńskie”, organ powiatowego Komitetu Frontu Jedności Narodowe. Ukazało się 8 numerów.
Zebrane w terenie materiały i wyniki kwerend historycznych opracowywał, a ich wyniki wydawał drukiem. Publikował między innymi w:
- „Kwartalniku Historii Kultury Materialnej” (Mapa „do Grabowa służąca”. Plany granic wsi Grabowa sprzed 1608 w muzeum kwidzyńskim, 25,1977, nr 1)[6]
- „Gdańskich Zeszytach Humanistycznych. Seria Pomorzoznawcza” (Muzeum regionalne w Kwidzynie, historia, stan obecny i potrzeby, 10, 1967, nr 16; Panorama z 1625 zespołu katedralno-zamkowego w Kwidzynie, 12, 1969, nr 18)
- „Komunikatach Mazursko-Warmińskich” (Oficyna Kantera w Kwidzynie i jej druki w latach 1772–1923, 1964, nr 2)
- „Zeszyty Kwidzyńskie” (Muzeum Kwidzyńskie, Wspomnienia z 1969 roku, nr 4, 2001, wyd. Towarzystwo Miłośników Ziemi Kwidzyńskiej)
- „Jantar”
- „Wiadomości Elbląskie”

Od 26 maja 1961 do 9 lipca 1962 publikował w „Głosie Wybrzeża” cykl artykułów, były to krótkie monografie różnych wsi z okolic Kwidzyna w zbiorczym tytule Poznaj Ziemię Kwidzyńską.
W roku 1970 Lemański przyczynił się do powstania Towarzystwa Miłośników Ziemi Kwidzyńskiej, przyczynił się również do wydania monografii Kwidzyn. Z dziejów miasta i okolic w roku 1985. Był również jednym z założycieli kwidzyńskiego oddziału PTTK i został jego prezesem w pierwszych latach działalności (1951-1953). Natomiast 1 grudnia 1966 roku został członkiem Związku Zawodowego Pracowników Kultury i Sztuki.

## Odznaczenia, nagrody, wyróżnienia
Bardzo cenił sobie dwa wyróżnienia otrzymane: za nauczanie i wychowywanie młodzieży w duchu demokratycznym, który został przyznany przez Kuratora Okręgu Szkolnego w Gdańsku S. Błasińskiego. Oraz dyplom uznania za zasługi likwidacji analfabetyzmu w Polsce, który został przyznany przez Pełnomocnika Rządu do Walki z Analfabetyzmem w Warszawie.
Za zasługi dla historii i kultury miasta oraz ziemi kwidzyńskiej otrzymał Złoty Krzyż Zasługi w 1966 oraz Krzyż Kawalerski Orderu Odrodzenia Polski w 1971.